# Cashisclay

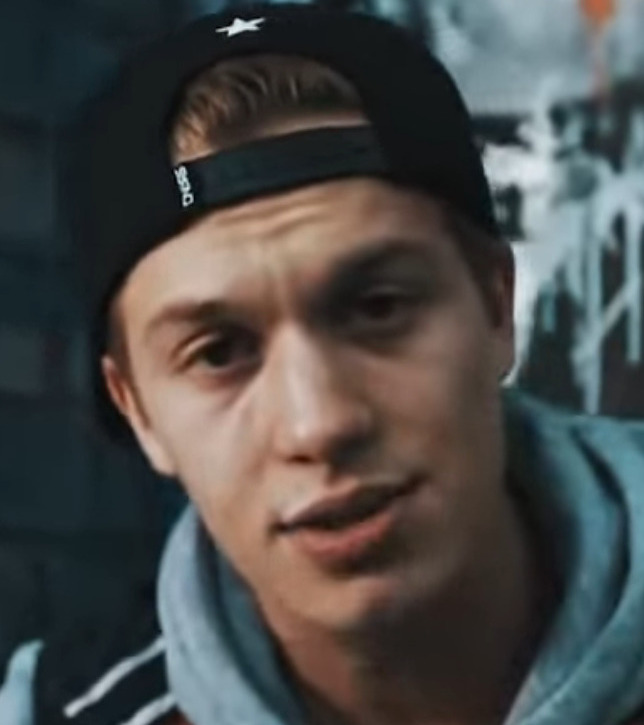
Cashisclay (2017)

Cashisclay (* 4. März 1994 in Köln; bürgerlich Tim Clay) ist ein deutscher Rapper und Podcaster aus Köln. Bekanntheit erlangte er vor allem durch die Teilnahme an Rap-Battles, wie dem JuliensBlogBattle (JBB) und Rap am Mittwoch.

## Werdegang

### Anfänge
Cashisclay, bürgerlich Tim Clay, wurde Anfang 1994 als Sohn einer deutschen Schriftstellerin und eines US-amerikanischen Musikers in Köln geboren. Clay begann in seiner frühen Jugend, sich zunächst für Rockmusik zu interessieren, als Inspirationen nennt er beispielsweise Die Ärzte, Foo Fighters und Linkin Park, und war laut eigenen Angaben während seiner Schulzeit auch in Rockbands als Sänger, Gitarrist und Bassist aktiv. Später wurde insbesondere durch Lose yourself von Eminem sein Interesse an Rap und durch Bushidos Von der Skyline zum Bordstein zurück, Eko Freshs Die Abrechnung, und Kool Savas’ Das Urteil sein Interesse an Deutschrap geweckt, er nennt aber auch Aggro Berlin als frühe Inspirationsquelle. Mit 16 Jahren begann er, selbst Rap-Texte zu schreiben und als CassiusClay16 beziehungsweise Clay an ersten Rap-Battles, wie beispielsweise in der Reimliga Battle Arena (RBA), teilzunehmen, in denen er sich laut eigenen Angaben aber noch nicht durchsetzen konnte. Seinen Künstlernamen änderte er später auf Cashisclay, ein Wortspiel mit seinem amerikanischen, und daher auch Englisch ausgesprochenen, Familiennamen, in Anlehnung beziehungsweise als Hommage an Cassius Clay alias Muhammad Ali.

### Battle-Rap-Karriere
Erste Bekanntheit erlangte er schließlich 2013 als Cashisclay mit seiner Teilnahme am Battle-Format JuliensBlogBattle (JBB). Clay erreichte das Halbfinale, musste sich in diesem aber Gio geschlagen geben. Er nahm im Jahr darauf erneut am JBB teil, in dem er im Viertelfinale, erneut gegen Gio, dem späteren Turniersieger, ausschied. Weitere Aufmerksamkeit brachte ihm seine Teilnahme an diversen Rap-am-Mittwoch-Formaten zwischen 2014 und 2020 ein, in dem er regelmäßig das Finale erreichte, einige Male auch gewann.
Zudem nahm er unter anderem am Videobattleturnier (VBT) 2013, an Olli Banjos RapSparring 2013/2014 dem JuliensMusicCypher (JMC) 2016 und dem JBB 2018 teil.

### Musikkarriere abseits des Battle-Rap
Erstmals einem größeren Publikum abseits des Battle-Rap vorgestellt wurde Cashisclay 2014, mit seinem Erscheinen auf einem Halt die Fresse-Video, einem beliebten Format von Aggro.TV, und seinem Auftritt beim Out4Fame-Festival.
Durch Clays Battle-Rap-Erfolge wurde schließlich Baba Saad auf ihn aufmerksam, der ihn im Januar 2015 bei seinem Independent-HipHop-Label Halunkenbande unter Vertrag nahm. Sein Labeldebüt hatte Clay mit dem am 3. April 2015 erschienenen Label-Sampler Beuteschema II, einem gemeinsamen Release mit Labelboss Baba Saad, Punch Arogunz, EstA und McTwist. Am 30. Oktober desselben Jahres folgte Clays Kollaboalbum Zu faul für ein Album mit seinem Halunkenbande-Kollegen Diverse. Anfang 2017 ging er als Bestandteil der Halunkenbande mit Baba Saad, Punch Arogunz und McTwist auf „Primitiv Effektiv“-Tour. Noch im selben Jahr verließen alle Halunkenbande-Signings, inklusive Cashisclay und Punch Arogunz, nach schweren Vorwürfen gegen Baba Saad, das Label. Punch Arogunz gründete daraufhin sein eigenes Independent-Label Attitude Movement und nahm Clay bei sich unter Vertrag. 
Am 5. Februar 2021 veröffentlichte Cashisclay über Attitude Movement sein erstes Soloalbum Exzess, das mit Platz 29 in den deutschen Album- und Platz 6 in den deutschen Hip-Hop-Charts seinen ersten Charterfolg darstellte. Exzess enthält sowohl klassische Rap-Tracks als auch einige Songs, die Rap mit starken Rockeinflüssen vereinen. Clay, der sich schon seit seiner Jugend für Rockmusik interessiert hatte, nennt für die Idee, Rap mit Rockelementen zu mischen, insbesondere US-Musiker wie beispielsweise Machine Gun Kelly als Inspiration. Die Beats des Albums wurden unter anderem von Neo Unleashed produziert. Am 24. Oktober 2021 folgte die EP Wolf Creek.
Sein zweites Studioalbum Clean erschien im folgenden Jahr am 14. Oktober 2022, ebenfalls über Attitude Movement. Inhaltlich knüpfte es an Themen des letzten Albums an, wobei er sie nun aus einer anderen Perspektive betrachtet. Weiterhin baute er darin die schon zuvor vorhandenen Rockelemente aus, wie u. a. der Titelsong Clean zeigt. Es stieg auf Platz 88 der deutschen Charts ein.
Neben der Musik ist Clay Student (zunächst des Technikjournalismus an der Hochschule Bonn-Rhein-Sieg, mit später erfolgtem Wechsel zu einem Tontechnikstudium am Kölner SAE Institute) und als Barkeeper und Twitch-Streamer tätig, wobei er regelmäßig Highlights aus seinen Streams auch auf seinem YouTube-Kanal hochlädt.

### Sonstiges
Seit Oktober 2023 betreibt er den Podcast Betreutes Bingen (zuerst Das erste Mal in Westeros) zusammen mit der Webvideoproduzentin Alicia Joe.

## Musik, Stil und Image
Cashisclay wurde insbesondere als Battle-Rapper in sowohl Video- als auch Live-, inklusive Freestyle-, Battles bekannt, veröffentlicht aber auch Musik fernab von Battle-Rap. Für die Musik von Cashisclay charakteristisch sind beispielsweise melodische Gesangshooks und Doubletime-Passagen. Seit seinem Album Exzess weisen seine Songs teilweise sowohl instrumentell als auch gesanglich Rock-Elemente auf. Inhaltlich verarbeitet er in seinen Songtexten zumeist sein Privatleben.

## Diskografie

### Soloalben
- 2021: Exzess (Attitude Movement)[54]
- 2022: Clean (Attitude Movement)

### Kollaboalben
- 2015: Zu faul für ein Album (mit Diverse; Halunkenbande)[45]
- 2025: Dissrespekt (mit Twizzy und KuchenTV)[86]

### Sampler
- 2015: Beuteschema II (mit Baba Saad, Punch Arogunz, EstA und McTwist; Halunkenbande)[87]

### EPs
- 2021: Exzess Bonus EP (Beilage zur Albumbox von Exzess; Attitude Movement)[88]
- 2021: Wolf Creek (Attitude Movement)[63]

### Kollabotracks
- 2015: Weil ich es kann (mit Punch Arogunz, EstA, McTwist, 4Tune & Diverse)[89]
- 2018: Attitude Cypher Vol. 1 (mit Punch Arogunz, Jay Jiggy, Twizzy, Prekiller, Daniel Gun, IDC, Atrx, Kasi Abstrakkt und Kaot Kraftstoff)[90]

### Gastbeiträge
- 2013: Bereit dafür von Casa (feat. Cashisclay)
- 2014: Neue Nummer eins von Chosen (feat. Cashisclay)[91]
- 2017: Pfadfinder Flow Pt. 2 von Joe-L (feat. Cashisclay)[92]
- 2017: (K)Ein Ehrenmann von Twizzy (feat. Cashisclay)[93]
- 2017: HB13 von Twizzy (feat. Baba Saad, Cashisclay & Punch Arogunz)[94]
- 2018: Attitude von Punch Arogunz (feat. Cashisclay)[95]
- 2018: Thron II Live von ShimmyMC (feat. Cashisclay & Krickz)
- 2018: Messenger von Mr.Kohlrabiman (feat. Cashisclay)
- 2018: Bangshui - Cashisclay Remix von Der Asiate (feat. 4Tune & Cashisclay)
- 2019: Einmarschiert von Punch Arogunz (feat. Cashisclay)
- 2020: Täglich grüßt das Murmeltier von Flouw
- 2020: Musicstore von Mr.Kohlrabiman (feat. Cashisclay)
- 2021: Draußen mit den Jungs von Jioni (feat. Cashisclay)
- 2022: Immer noch Hier von Timothy Dece (feat. Cashisclay, Twizzy, KuchenTV und Wohli)[96]
- 2023: Adolf Gotcha von Twizzy und KuchenTV (feat. Cashisclay)[97]
- 2023: Meine Lieblingsrapper/innen von Der Asiate (feat. Punch Arogunz, Cashisclay, Twizzy, Pikayzo, M.i.k.i., Seyed, B-Tight, Bo Derah, Steasy, Jindo109, Keule257, Entetainment, Blumio, Blokkmonsta, 257ers, Richter, Nyle, nulldrei, Jay Jiggy, Poca, Flaiz, Rhymin Simon, Swiss, Dame, Silla, Die P, 4Tune, Kitty Kat, HeXer, Olli Banjo, Cr7z, Moe Mitchell)
- 2023: Tik Tak (Shurjoka Diss) von KuchenTV, Cashisclay & Twizzy[98]

### Musikvideos
Eigene Musikvideos
| Jahr | Künstler                                                                | Titel                      | Regisseur                         | Länge |
| ---- | ----------------------------------------------------------------------- | -------------------------- | --------------------------------- | ----- |
| 2013 | Cashisclay                                                              | Bitte                      | Maurice Bechthold                 | 4:26  |
| 2013 | Cashisclay (feat. Joe-L)                                                | Pfadfinder Flow            | Maurice Bechthold                 | 3:11  |
| 2014 | Cashisclay                                                              | Halt die Fresse 06 Nr. 317 | AggroTV                           | 3:41  |
| 2015 | HB 13 (Punch Arogunz, EstA, McTwist, Cashisclay; feat. 4Tune & Diverse) | Weil ich es kann           | HB13                              | 4:38  |
| 2015 | Cashisclay & Punch Arogunz                                              | Game Over                  | Keine Angabe                      | 2:53  |
| 2015 | Cashisclay & McTwist                                                    | Neue Generation            | Keine Angabe                      | 2:56  |
| 2015 | Cashisclay & Diverse                                                    | Butterfly Effect           | Maurice Bechthold                 | 3:47  |
| 2016 | Cashisclay & Diverse                                                    | Battle und kein Beef       | Maurice Bechthold                 | 3:22  |
| 2016 | Cashisclay                                                              | Dreiteiler                 | Maurice Bechthold                 | 3:59  |
| 2016 | Cashisclay                                                              | Höhenflug                  | AT Pictures                       | 3:59  |
| 2016 | Cashisclay                                                              | 24/7                       | Maurice Bechthold, JohnDoeFilm    | 4:07  |
| 2017 | Cashisclay                                                              | Kill Rapper                | Moritz Döring                     | 3:33  |
| 2017 | Cashisclay (feat. Twizzy)                                               | Laber mich nicht voll      | Moritz Döring                     | 3:01  |
| 2018 | Cashisclay (feat. Assim)                                                | Wer?!                      | Keine Angabe                      | 3:37  |
| 2019 | Cashisclay                                                              | Exzess                     | Moritz Döring                     | 4:35  |
| 2020 | Cashisclay                                                              | Coronacypher               | Tim Clay                          | 2:39  |
| 2020 | Cashisclay                                                              | Endlich wieder Rap         | Tim Clay                          | 3:32  |
| 2020 | Cashisclay                                                              | Hafen                      | Tim Clay                          | 3:15  |
| 2020 | Cashisclay                                                              | 100 Bars Onetake Live      | Tim Clay                          | 4:19  |
| 2020 | Cashisclay                                                              | Es prallt an mir ab        | Tim Clay                          | 4:08  |
| 2020 | Cashisclay                                                              | Kokain                     | Maurice Bechthold                 | 3:39  |
| 2021 | Cashisclay (feat. Zensery)                                              | Randale                    | Timothy Dece                      | 2:45  |
| 2021 | Cashisclay (feat. Punch Arogunz & Twizzy)                               | Attitude X                 | Timothy Dece                      | 3:01  |
| 2021 | Cashisclay (feat. Jioni)                                                | Draußen                    | Amadeus Blachowicz, Julius Freund | 3:26  |
| 2021 | Cashisclay                                                              | Stimme der Szene           | Tim Clay, Mr. Kohlrabiman         | 3:01  |
| 2021 | Cashisclay                                                              | 100 Bars Reset             | Tim Clay                          | 4:36  |
| 2022 | Cashisclay                                                              | Johnny Depp                | Timothy Dece                      | 7:33  |
| 2022 | Cashisclay                                                              | Clean                      | Timothy Dece                      | 3:03  |

Musikvideos als Gastmusiker
| Jahr | Künstler                                        | Titel                        | Regisseur                    | Länge |
| ---- | ----------------------------------------------- | ---------------------------- | ---------------------------- | ----- |
| 2014 | Chosen (feat. Cashisclay)                       | Neue Nummer eins             | ChosenArts                   | 3:38  |
| 2016 | Shaolum, Mighty P, Cashisclay, Buy Some & Joe-L | Is doch nur Rap              | AggroTV                      | 6:42  |
| 2017 | Twizzy (feat. Cashisclay)                       | (K)Ein Ehrenmann             | Keine Angabe                 | 3:27  |
| 2017 | Ji-Zi, Amigo, Cashisclay & Sami                 | Is doch nur Rap              | AggroTV                      | 8:05  |
| 2017 | Joe-L (feat. Cashisclay)                        | Pfadfinder Flow Pt. 2        | Moritz Döring                | 3:12  |
| 2018 | ShimmyMC (feat. Cashisclay & Krickz)            | Thron II Live                | Epir Thaci                   | 4:23  |
| 2020 | Flouw (feat. Cashisclay)                        | Täglich grüßt das Murmeltier | Raphael Tösler, Tobias Mayer | 3:15  |
| 2021 | Jioni (feat. Cashisclay)                        | Mein Gott                    | Altruiste                    | 2:23  |
| 2023 | KuchenTV (feat. Cashisclay & Twizzy)            | Tik Tak (Shurjoka Diss)      | Timothy Dece                 | 4:11  |